# ستيفن بروستر
ستيفن بروستر (بالإنجليزية: Stephen Brewster)‏ هو عالم حاسوب بريطاني، ولد في 25 مارس 1967.